# Альгрен, Андерс
Андерс Оскар Альгрен (швед. Anders Oscar Ahlgren; 12 февраля 1888, Мальмё, Швеция — 27 декабря 1976, Мальмё, Швеция) — шведский борец греко-римского стиля, серебряный призёр Олимпийских игр, чемпион мира, призёр чемпионатов мира. 
.

## Биография
В 1909 году был четвёртым на неофициальном чемпионате Европы, в 1910 году стал серебряным призёром неофициального чемпионата Европы. В 1911 году стал чемпионом мира на официальном чемпионате, а на неофициальном стал серебряным призёром. 

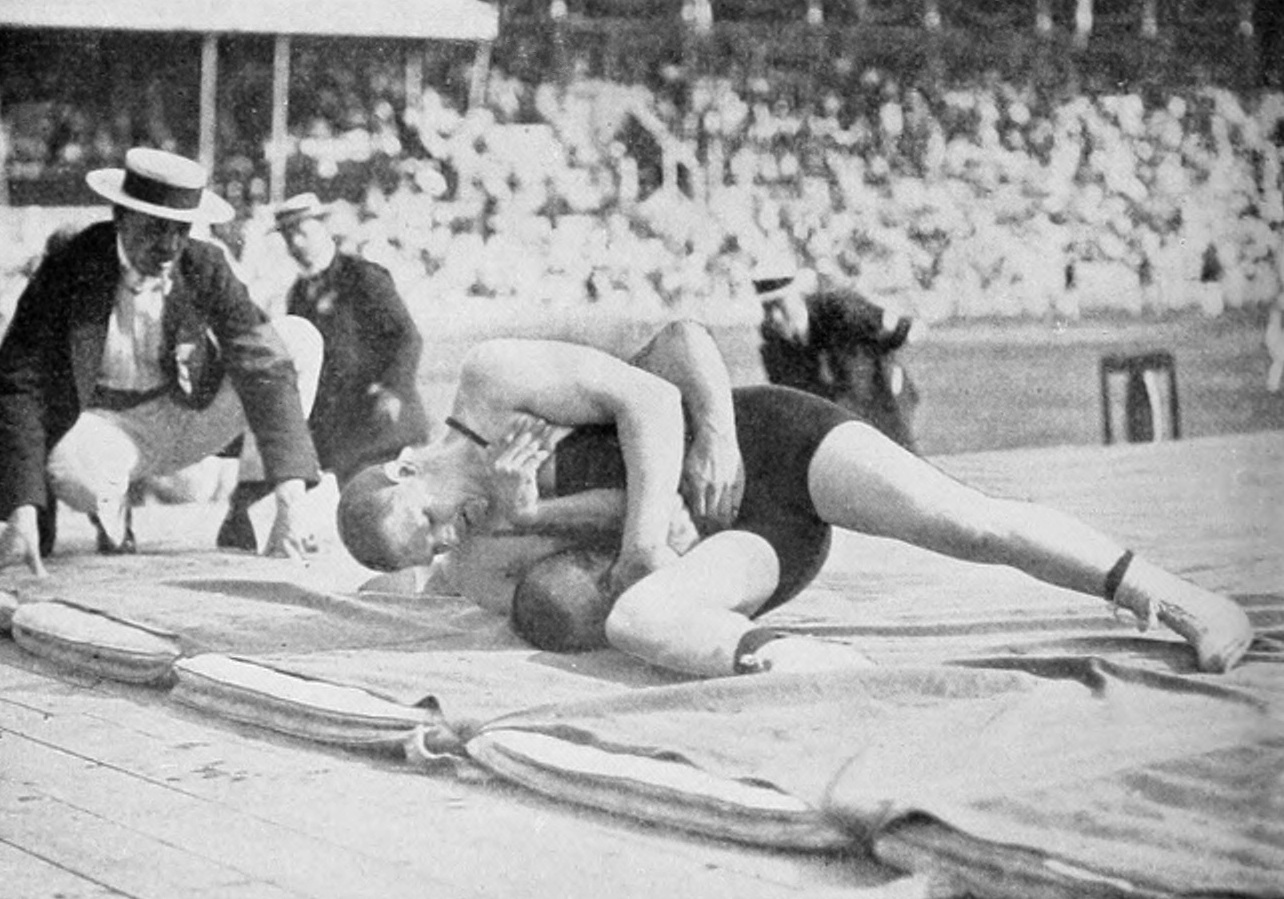
Андерс Альгрен побеждает Белу Варга. 1912

На Летних Олимпийских играх 1912 года в Стокгольме боролся в весовой категории до 82,5 килограммов (средний вес «B»). Схватка по регламенту турнира продолжалась 30 минут, по окончании 30-минутного раунда судьи могли назначить ещё 30-минутный раунд и так далее, без ограничения количества дополнительных раундов. Победителем признавался спортсмен, сумевший тушировать соперника, или по решению судей; также оба соперника могли быть объявлены проигравшими ввиду пассивного ведения борьбы. В среднем весе «B» борьбу за медали вели 29 спортсменов. Турнир проводился по системе с выбыванием после двух поражений; оставшиеся борцы разыгрывали медали между собой. 
В финальные схватки вышли венгр Варга, финн Бёлинг и Альгрен. Венгерский борец уступил в обеих встречах, и судьба золотой медали решалась в схватке Бёлинга и Альгрена. Она началась в 9:20 утра и продолжалась с короткими перерывами через каждые полчаса до 20:00.  Однако победитель так и не был выявлен. Трое судей были вынуждены дисквалифицировать за пассивность обоих борцов и засчитать каждому поражение. Таким образом, единственный раз за историю олимпийской борьбы золотая медаль не была вручена никому (поскольку правила предусматривали необходимость победы), а оба борца стали серебряными призёрами олимпиады.  
Как указывалось в официальном отчёте Олимпиады: 
Альгрен и Бёлинг «оказались такими мастерами техники и обладали такой ненормальной физической силой, что даже после того, как схватка продолжалась не менее девяти часов, и даже после безрезультатного применения специальных правил, придуманных специально для таких случаев, схватка должна была быть объявлена ничейной» 
Оригинальный текст (англ.)Ahlgren and Bohling “proved to be such masters of technique, and possessed such abnormal bodily strength that, after the contest had been carried on for no less than nine hours, and after the fruitless application of the special regulations made for such cases, the match had to be declared a draw”
| Выступление на Олимпийских играх 1912 года | Выступление на Олимпийских играх 1912 года | Выступление на Олимпийских играх 1912 года | Выступление на Олимпийских играх 1912 года | Выступление на Олимпийских играх 1912 года | Выступление на Олимпийских играх 1912 года | Выступление на Олимпийских играх 1912 года |
| Круг                                       | Соперник                                   | Страна                                     | Результат                                  | Баллы                                      | Всего баллов                               | Время схватки                              |
| ------------------------------------------ | ------------------------------------------ | ------------------------------------------ | ------------------------------------------ | ------------------------------------------ | ------------------------------------------ | ------------------------------------------ |
| 1                                          |                                            |                                            |                                            |                                            |                                            |                                            |
| 2                                          | Харальд Кристенсен                         | Дания                                      | Победа Туше                                |                                            |                                            | 20:00                                      |
| 3                                          |                                            |                                            |                                            |                                            |                                            |                                            |
| 4                                          | Карл Линд                                  | Российская империя                         | Победа Туше                                |                                            |                                            | 3:00                                       |
| 5                                          | Ренато Гардини                             | Италия                                     | Победа Туше                                |                                            |                                            | 4:30                                       |
| 6                                          | Кнут Линдберг                              | Российская империя                         | Победа Туше                                |                                            |                                            | 35:00                                      |
| 7                                          |                                            |                                            |                                            |                                            |                                            |                                            |
| Финал (первый круг)                        | Бела Варга                                 | Австро-Венгрия                             | Победа Туше                                |                                            |                                            | 2:05                                       |
| Финал (второй круг)                        |                                            |                                            |                                            |                                            |                                            |                                            |
| Финал (третий круг)                        | Ивар Бёлинг                                | Российская империя                         | Поражение Дисквалификация обоих соперников |                                            |                                            | 640:00                                     |

В 1913 году стал чемпионом мира и чемпионом Европы (неофициальным). 
На Летних Олимпийских играх 1920 года в Антверпене боролся в весовой категории свыше 82 килограммов (тяжёлый вес). Схватка по регламенту турнира продолжалась два раунда по 10 минут, и если никто из борцов в течение этих раундов не тушировал соперника, назначался дополнительный раунд, продолжительностью 20 минут, и после него (или во время него) победа присуждалась по решению судей. В отдельных случаях для выявления победителя мог быть назначен ещё один дополнительный раунд, продолжительностью 10 минут. Однако после первого дня соревнований организаторы пришли к выводу, что при такой системе они не успеют провести соревнования, и время схватки сократили до одного 10-минутного раунда, в котором победить можно было только на туше, и 15-минутного дополнительного раунда, после которого победа отдавалась по решению судей. В тяжёлом весе борьбу за медали вели 19 спортсменов. Турнир проводился по системе с выбыванием после поражения; выигравшие во всех схватках проводили свой турнир за первое место, проигравшие чемпиону разыгрывали в своём турнире второе место, проигравшие проигравшим чемпиону разыгрывали в своём турнире третье место. 
Андерс Альгрен победил в трёх встречах и вышел в финал, где в почти часовой схватке уступил Адольфу Линдфорсу, после чего с соревнований снялся и во встречах за второе место не участвовал. 
| Выступление на Олимпийских играх 1920 года | Выступление на Олимпийских играх 1920 года | Выступление на Олимпийских играх 1920 года | Выступление на Олимпийских играх 1920 года | Выступление на Олимпийских играх 1920 года | Выступление на Олимпийских играх 1920 года | Выступление на Олимпийских играх 1920 года |
| Круг                                       | Соперник                                   | Страна                                     | Результат                                  | Баллы                                      | Всего баллов                               | Время схватки                              |
| ------------------------------------------ | ------------------------------------------ | ------------------------------------------ | ------------------------------------------ | ------------------------------------------ | ------------------------------------------ | ------------------------------------------ |
| 1                                          | Баренд Бонневельд                          | Нидерланды                                 | Победа Туше                                |                                            |                                            | 1:02                                       |
| ¼                                          | Харальд Васботтен                          | Норвегия                                   | Победа По очкам                            |                                            |                                            | 25:00                                      |
| ½                                          | Яаап Сьоверман                             | Нидерланды                                 | Победа Туше                                |                                            |                                            | 9:43                                       |
| Финальный круг                             | Адольф Линдфорс                            | Финляндия                                  | Поражение Туше                             |                                            |                                            | 47:38                                      |

В 1922 году стал серебряным призёром чемпионата мира. 
Умер в 1976 году